# نادي شهرداري بندر عباس
نادي شهرداري بندر عباس (بالفارسية: شهرداری بندر عباس) هو نادي كرة قدم إيراني تم تأسيسه في سنة 2006 في مدينة بندر عباس. يشارك الآن نادي شهرداري بندر عباس في دوري أزادكان وهو الدوري الدرجة ثانية الإيراني.